# 清水哲郎
清水 哲郎（しみず てつろう、1947年 - ）は、日本の哲学研究者、東北大学名誉教授。

## 来歴
東京都生まれ。1968年東京大学理学部天文学科卒、同年東京都立大学人文学部哲学専攻に学士入学、72年卒業、77年同大学院人文科学研究科博士課程単位取得退学、同大学助手、80年北海道大学文学部助講師、82年助教授、93年東北大学文学部助教授、90年「オッカムの言語哲学」で都立大文学博士。96年教授、2007年東京大学人文社会系研究科教授、東北大名誉教授。2012年定年、死生学応用センター特任教授。2017年、岩手保健医療大学学長に就任。その後2021年に退任。

## 人物
- 両親はプロテスタント系のキリスト教徒であり、同じ教会で洗礼を受けたが、大学入学後、福音派系キリスト教会に転じた（のちに退会）。トマス・ミュンツァーについて研究するつもりで東京都立大学哲学専攻に学士入学したが、指導教官の勧めでマルティン・ルターを研究。新約聖書文献等についての研究も行う。のち、言語哲学、論理学の手法を用いた中世文献の研究へと転じる。自らの研究のほか、神崎繁らとともに欧文による古代・中世哲学研究雑誌『Didascalia』を主宰。
- 都立大助手時、妻が甲状腺ガンを発病。医療現場における患者と医師等スタッフのかかわりにこれを機縁にして関心をもつ。北海道大学在任時に妻が治療を受けた札幌東病院から講演を依頼されたことをきっかけとして、主題的に医療倫理について研究をはじめる。
- 早い時期からコンピュータネットワークに関心を持ち、Nifty等で活動する。

## 著書
- 『オッカムの言語哲学』勁草書房 1990
- 『うたがいのつかいみち』（絵本：絵・飯野和好）福音館書店 1993
- 『医療現場に臨む哲学』勁草書房 1997
- 『医療現場に臨む哲学II』勁草書房 2000
- 『パウロの言語哲学』（双書・現代の哲学シリーズ）岩波書店 2001
- 『世界を語るということ 「言葉と物」の系譜学』岩波書店 双書哲学塾、2008
- 『最期まで自分らしく生きるために こころをよむ』NHK出版 NHKラジオテキスト、2012
- 『医療・ケア従事者のための哲学・倫理学・死生学』医学書院、2022.3

### 共編著
- 『岩波新・哲学講義 ロゴスその死と再生』責任編集 岩波書店 1998
- 『生命と人生の倫理』伊坂青司共著 放送大学 2005
- 『高齢社会を生きる 老いる人/看取るシステム』編 東信堂 未来を拓く人文・社会科学シリーズ 2007
- 『ケア従事者のための死生学』島薗進共編 ヌーヴェルヒロカワ 2010
- 『高齢社会を生きる 老いる人/看取るシステム』編 視覚障害者支援総合センター 2010
- 『生命と環境の倫理』編著 放送大学 2010
- 『人生の終わりをしなやかに 連続授業』浅見昇吾,アルフォンス・デーケン共編 三省堂 2012
- 『臨床倫理ベーシックレッスン 身近な事例から倫理的問題を学ぶ』石垣靖子共編著 日本看護協会出版会 2012
- 『高齢者ケアと人工栄養を考える 本人・家族のための意思決定プロセスノート』会田薫子共著　医学と看護社、2013.6
- 『教育・事例検討・研究に役立つ看護倫理実践事例46』監修・執筆　日総研出版、2014.6
- 『医療・介護のための死生学入門』会田薫子共編　東京大学出版会、2017.8
- 『臨床倫理の考え方と実践 医療・ケアチームのための事例検討法』会田薫子, 田代志門共編　東京大学出版会、2022.1

### 翻訳
- S.G.F.ブランドンほか『神の観念史』掛川富康共訳 叢書ヒストリー・オヴ・アイディアズ 平凡社 1987